# Mistrzostwa Polski w Łyżwiarstwie Szybkim na Dystansach 1998
12. Mistrzostwa Polski w Łyżwiarstwie Szybkim na Dystansach 1998 odbyły się w dniach 19-21 grudnia 1997 roku na torze Pilica w Tomaszowie Mazowieckim.
Na dystansie 500 metrów rozgrywane są dwa biegi i suma czasów z obu biegów decyduje o kolejności zawodników.

## Kobiety
| Konkurencja: | 1. miejsce                              | Rezultat | 2. miejsce                                 | Rezultat | 3. miejsce                                 | Rezultat |
| 500 m        | Katarzyna Wójcicka SKŁ Górnik Sanok     | 88,91    | Agnieszka Szałkiewicz SKŁ Górnik Sanok     | 89,50    | Urszula Kubrat SNPTT–SMS Zakopane          | 90,40    |
| 1000 m       | Joanna Gąsienica SNPTT–SMS Zakopane     | 1:29,04  | Katarzyna Wójcicka SKŁ Górnik Sanok        | 1:29,08  | Sylwia Juszczak Pilica Tomaszów Mazowiecki | 1:30,31  |
| 1500 m       | Katarzyna Wójcicka SKŁ Górnik Sanok     | 2:19,43  | Joanna Gąsienica SNPTT–SMS Zakopane        | 2:21,44  | Małgorzata Mika SNPTT–SMS Zakopane         | 2:21,51  |
| 3000 m       | Katarzyna Wójcicka SKŁ Górnik Sanok     | 4:53,50  | Sylwia Juszczak Pilica Tomaszów Mazowiecki | 4:58,30  | Monika Cłapa Pilica Tomaszów Mazowiecki    | 4:58,80  |
| 5000 m       | Monika Cłapa Pilica Tomaszów Mazowiecki | 8:32,41  | Sylwia Juszczak Pilica Tomaszów Mazowiecki | 8:39,63  | Katarzyna Wójcicka SKŁ Górnik Sanok        | 8:40,31  |

## mężczyźni
| Konkurencja: | 1. miejsce                                    | Rezultat | 2. miejsce                               | Rezultat | 3. miejsce                               | Rezultat |
| 500 m'       | Paweł Abratkiewicz Pilica Tomaszów Mazowiecki | 76,23    | Marcin Gralla Orzeł Elbląg               | 79,85    | Michał Trzebunia SNPTT–SMS Zakopane      | 80,05    |
| 1000 m       | Paweł Abratkiewicz Pilica Tomaszów Mazowiecki | 1:16,41  | Paweł Zygmunt SNPTT Zakopane             | 1:16,98  | Paweł Jaroszek Pionki                    | 1:17,81  |
| 1500 m       | Paweł Zygmunt SNPTT Zakopane                  | 1:56,87  | Paweł Jaroszek Pionki                    | 1:59,77  | Jaromir Radke Pilica Tomaszów Mazowiecki | 2:00,09  |
| 5000 m       | Paweł Zygmunt SNPTT Zakopane                  | 7:10,60  | Jaromir Radke Pilica Tomaszów Mazowiecki | 7:11,80  | Jacek Napora MKS Cuprum Lubin            | 7:28,10  |
| 10 000 m     | Paweł Zygmunt SNPTT Zakopane                  | 15:00,02 | Jaromir Radke Pilica Tomaszów Mazowiecki | 15:17,05 | Jacek Napora MKS Cuprum Lubin            | 15:31,19 |